# Бернгард Олексій Борисович
Олексі́й Бори́сович Бе́рнгард (рос. Бернгард Алексей Борисович, 22 жовтня 1978, Читинська область, СРСР) — російський військовик, полковник Збройних сил РФ. Командир 810-ї окремої гвардійської бригади морської піхоти ЧФ. Герой Російської Федерації (2022).

## Життєпис
Народився у Читинській області (нині — Забайкальський край). Певний час мешкав у селі Кира, де закінчив шість класів місцевої середньої школи. Згодом разом з родиною переїхав до Приморського краю.
Закінчив Далекосхідне вище загальновійськове командне училище у Благовєщенську. Пройшов службовий шлях від командира повітрянодесантної роти до заступника командира бригади морської піхоти. Служив у складі 155-ї окремої бригади морської піхоти Тихоокеанського флоту у Владивостоці. Брав участь у анексії Криму та інтервенції Росії в Сирії. Обіймав посаду заступника командира 810-ї окремої гвардійської бригади морської піхоти ЧФ, що дислокувалася в Севастополі.
Згідно з заявою перебіжчиці з лав терористичного угруповування ДНР Світлани Дрюк, Бернгард де-факто командував 11-м полком 1-го армійського корпус ЗС РФ, більш відомим як «полк Народної міліції ДНР „Восток“».
Він кар'єрист, тому що він не дивиться, здійсненна ця задача чи ні. Людину прислано з урахуванням того, що з «ДНР» він виїде з черговою зіркою— Світлана Дрюк, березень 2019
Від початку вторгнення Росії до України у лютому 2022 року брав участь у бойових діях на сході України. Керував наступальною операцією окупантів поблизу Волновахи.
4 березня 2022 року отримав звання «Герой Російської Федерації».
Наприкінці березня 2022 року, після ліквідації Збройними силами України командира бригади Олексія Шарова, Бернгард тимчасово очолив 810-у ОБрМП.

## Відзнаки та нагороди
- Герой Російської Федерації з врученням медалі «Золота Зірка» (4 березня 2022) — «за мужність та героїзм, проявлені під час виконання бойового завдання».
- Медаль Суворова
- Медаль «За військову доблесть» II ступеня
- Медаль «За заслуги у військовій службі» II ступеня
- Медаль «За заслуги у військовій службі» III ступеня